# 威斯特法伦地区格罗瑙
威斯特法伦地区格罗瑙（德語：Gronau (Westf.)），通称格罗瑙（德語：Gronau，發音：[ˈɡʁoːnaʊ] ⓘ），是德国北莱茵-威斯特法伦州明斯特行政区博尔肯县的城市，面积78.82平方千米，2023年12月31日人口为50,151人。